# Dioctria cothurnata
Dioctria cothurnata är en tvåvingeart som beskrevs av Johann Wilhelm Meigen 1820. Dioctria cothurnata ingår i släktet Dioctria och familjen rovflugor. Arten har ej påträffats i Sverige. Inga underarter finns listade i Catalogue of Life.

## Bildgalleri

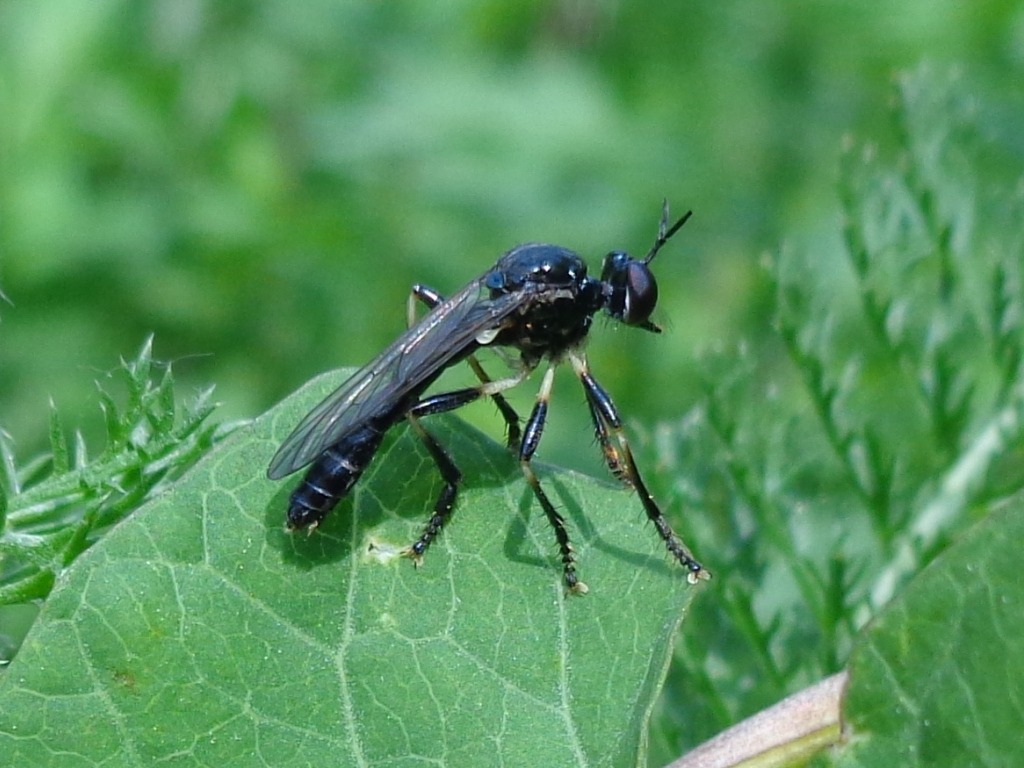
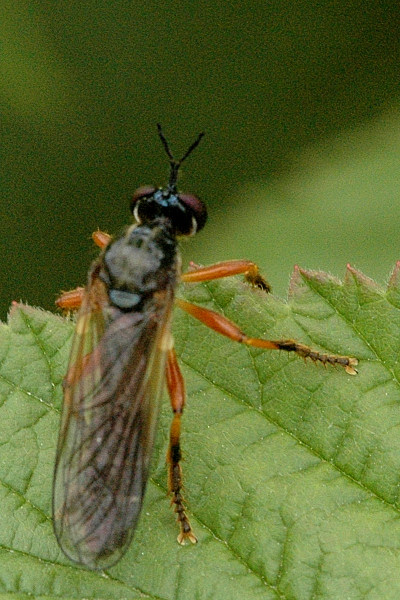
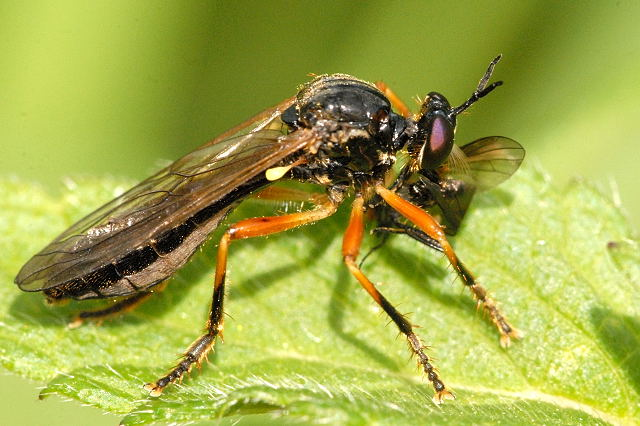
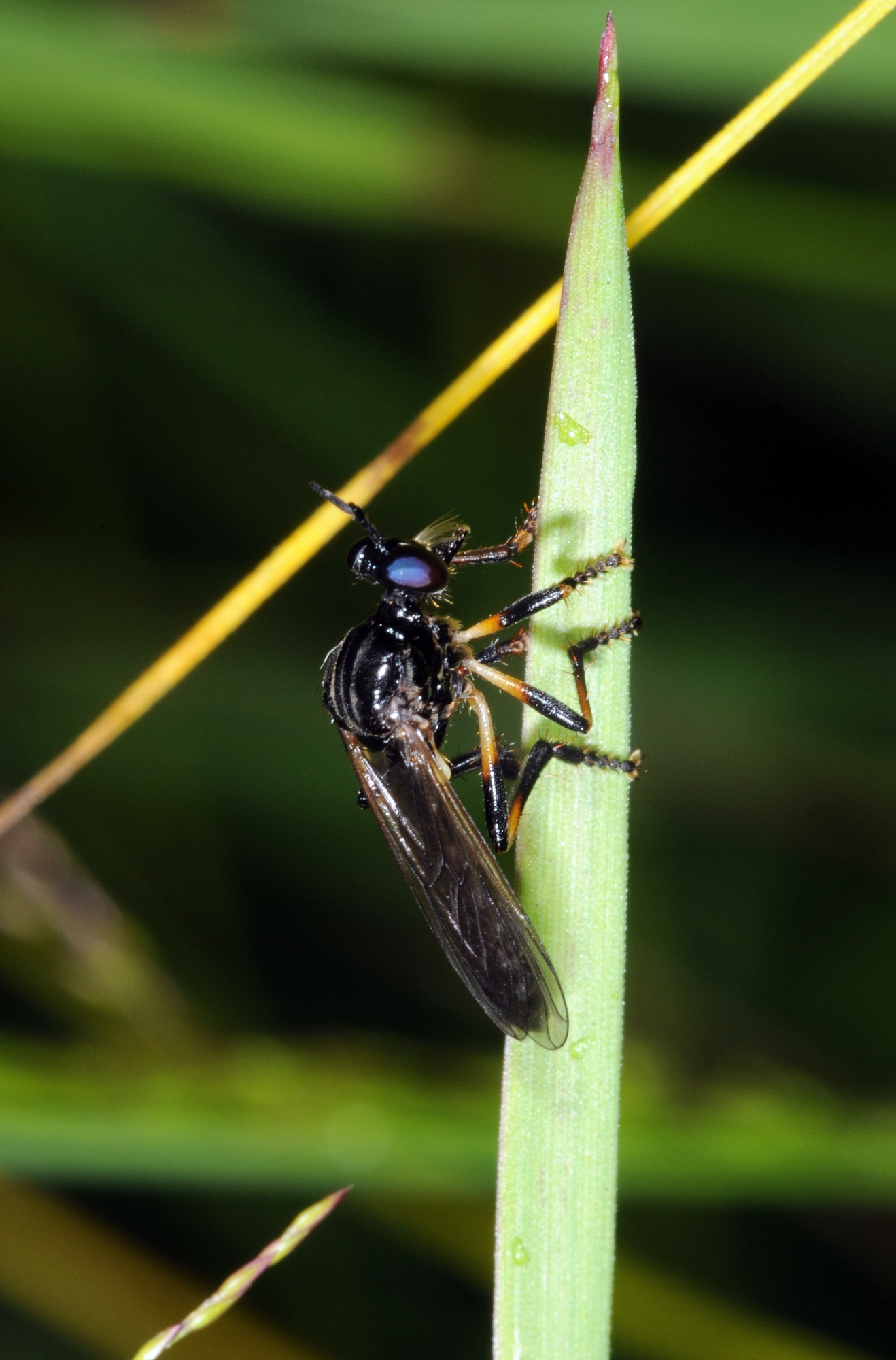